# 常松ゆか
常松 ゆか（つねまつ ゆか、1971年10月7日 -）は北海道出身の日本の柔道家。身長153cm。現役時代は52kg級の選手。

## 人物
中札内高校1年の時に全国高校選手権56kg級3回戦で桜宮高校2年の立野千代里に敗れるも、2年の時には優勝を飾った。体重別では3位になった。1990年には住友海上の所属になると、強化選手選考会52kg級の決勝で埼玉栄高校教員の池田光恵に背負投で技ありを取られるも、得意の寝技で反撃に出ると横四方固で逆転勝ちして、シニアの全国大会初優勝を飾った。1991年の体重別では3位になった。強化選手選考会では決勝で筑波大学1年の菅原教子に敗れて2連覇はならなかった。1992年と1993年の体重別でも3位だった。1992年の実業個人選手権では2位だった。1993年の強化選手選考会では決勝で会社の同期である渋谷美枝子に敗れて2位だった。福岡国際では準決勝で筑波大学3年の永井和恵に敗れるも3位となった。

## 主な戦績
- 1989年　- 全国高校選手権　優勝(56kg級)
- 1989年　- 体重別　3位
- 1990年　- 強化選手選考会　優勝
- 1991年　- 体重別　3位
- 1991年　- 強化選手選考会　2位
- 1992年　- 体重別　3位
- 1992年 -　実業個人選手権 2位
- 1993年　- 環太平洋柔道選手権大会　3位
- 1993年　- 体重別　3位
- 1993年　- 強化選手選考会　2位
- 1993年　- 福岡国際　3位

(出典、JudoInside.com)